# Rümmler-Bürstenratte
Die Rümmler-Bürstenratte oder Rümmler-Bürstenhaarmaus (Coccymys ruemmleri) ist ein Nagetier in der Familie der Langschwanzmäuse, das auf Neuguinea vorkommt.

## Taxonomie
Die Art wurde 1941 von George Henry Hamilton Tate und Richard Archbold als Vertreter der Gattung Pogonomelomys erstbeschrieben. Später erfolgte die Zuordnung zur Gattung Coccymys, zu der anfänglich keine weiteren Arten gehörten. Eine Studie von Guy G. Musser und M. D. Carleton aus dem Jahr 1993 zählte die 1943 beschriebene Shaw-Mayer-Bürstenratte als Synonym zur Rümmler-Bürstenrattte. Eine 2009 von G. G. Musser und D. P. Lunde durchgeführte Revision der Gattung zeigte, dass beide Populationen eigenständige Arten darstellen. Bei dieser Revision wurde mit Coccymys kirrhos eine dritte Art in der Gattung beschrieben.

## Merkmale
Die Rümmler-Bürstenratte erreicht eine Kopf-Rumpf-Länge von 93 bis 114 mm, eine Schwanzlänge von 122 bis 171 mm sowie ein Gewicht von etwa 34 g. Die Länge der Hinterfüße beträgt 25 bis 28 mm. Oberseits ist das weiche und dichte Fell dunkelbraun gefärbt, während auf der Unterseite hellgraues Fell vorkommt, das cremefarbene oder hellbraune Schattierungen aufweisen kann. Wie andere Gattungsmitglieder hat die Art eine dunkle Maske um die großen Augen und bis zur Spitze der Schnauze. Typisch sind die langen Vibrissen, die bis hinter die 15 bis 21 mm langen Ohren reichen, wenn sie nach hinten gebogen werden. Der sehr lange Schwanz ist mit kleinen Schuppen und feinen Haaren bedeckt. Er ist mit Ausnahme der weißen Spitze dunkel gefärbt. Weibchen besitzen auf jeder Körperseite drei Zitzen.

## Verbreitung und Lebensweise
Das Verbreitungsgebiet liegt in Gebirgen in Westneuguinea sowie im äußersten Westen von Papua-Neuguinea. Die Rümmler-Bürstenratte wurde in Regionen registriert, die auf 2200 bis 4040 Meter Höhe liegen. Das Habitat variiert zwischen Bergwäldern, Gebüschflächen und Bergwiesen.
Alle bekannten Exemplare wurden auf dem Boden gefangen. Der Körperbau der Art lässt jedoch vermuten, dass sie in der Lage ist in der niedrigen Vegetation und auf Bäumen zu klettern. Es wird angenommen, dass die Rümmler-Bürstenratte Früchte, Pflanzensamen und Insekten frisst.

## Bedrohung
Da die Art hauptsächlich in Höhenlagen lebt, die selten von Menschen besucht werden, sind keine Bedrohungen für den Bestand bekannt. Die Rümmler-Bürstenratte wird von der IUCN als „nicht gefährdet“ (least concern) gelistet.